# Falkner Thomas
Falkner Thomas oder Tomás und der Falkenkönig (Originaltitel: Král sokolů) ist ein Märchenfilm von Václav Vorlíček aus dem Jahr 2000 nach einer Novelle von Josef Cíger Hronský. In Tschechien hatte der Film am 9. März 2000 seine Premiere.

## Handlung
Der 15-jährige Bauernsohn Tomás wendet sich nach dem Tod seines Vaters an den Provinzfürsten und will dort für seine Familie eintreten. Der junge Mann stört dabei die Verlobungsfeier der Fürstentochter. Die fürstliche Familie nimmt ihn in ihre Dienste auf und beschäftigen ihn als Falkner. 

## Kritik
„Märchenhafter Abenteuer- und Tierfilm, angesiedelt in prächtiger Naturlandschaft, der auf kindgerechte Weise von Gerechtigkeit und Mut, vor allem aber von Selbstlosigkeit als einer Tugend erzählt, die - vielleicht nicht nur Märchen - belohnt wird.“